# Saint-Just-en-Chevalet
 Saint-Just-en-Chevalet  es una población y comuna francesa, situada en la región de Ródano-Alpes, departamento de Loira, en el distrito de Roanne y cantón de Saint-Just-en-Chevalet.

## Demografía
| 1858 | 1920 | 1819 | 1575 | 1422 | 1281 |
| Para los censos de 1962 a 1999 la población legal corresponde a la población sin duplicidades (Fuente: INSEE [Consultar]) |      |      |      |      |      |